# Olga Rozanova
Olga Vladímirovna Rózanova (ruso: О́льга Влади́мировна Ро́занова; Mélenki, Rusia; 1886 - Moscú, Rusia; 7 de noviembre de 1918) fue una pintora vanguardista suprematista, neoprimitivista y cubofuturista rusa.

## Biografía
Olga Rózanova nació en Mélenki, un pequeño pueblo cerca de Vladímir. Su padre, Vladímir Rózanov, era policía de distrito y su madre, Elizaveta Rózanova, era hija de un sacerdote ortodoxo. Era la quinta hija de la familia; tenía dos hermanas, Anna y Alevtina, y dos hermanos, Anatoli y Vladímir.
Se graduó del Gymnasium de Mujeres Vladímir en 1904 y se mudó a Moscú. Después de llegar a Moscú, asistió a la Escuela de Arte Bolshakov, donde trabajó bajo la dirección de Nikolái Ulyánov y el escultor Andréi Matvéiev. Al no ser admitida en la Escuela Stróganov de Artes Aplicadas, se formó en el estudio privado de Konstantín Yuón. De 1907 a 1910, los estudiantes de dibujo y pintura que estudiaban en estos estudios privados eran Liubov Popova, Nadezhda Udaltsova, Alekséi Kruchónyj y Serge Charchoune (Serguéi Sharshún).
Se incorporó a Soyuz Molodyozhi (Unión de la Juventud) en 1911. Dos de sus lienzos, Nature-morte y Le Café se presentaron en la segunda exposición Soyuz Molodyozhi en San Petersburgo en abril de 1911. Se mudó a San Petersburgo en 1912, y estudió brevemente en la escuela de arte de Elizaveta Zvántseva, que albergó a muchos artistas art nouveau rusos. Expuso dos obras, Retrato y Bodegón en la próxima exposición de Soyuz Molodyozhi en enero de 1912. Esta exposición fue la primera aparición de la Cola de Burro, un grupo artístico con sede en Moscú dirigido por Mijaíl Lariónov. Rózanova viajó más tarde a Moscú para tratar de establecer proyectos conjuntos entre los dos grupos; estas negociaciones resultaron infructuosas. Soyuz Molodyozhi se disolvió en 1914.
De todos los cubofuturistas rusos, la obra de Rózanova es la que más se acerca a los ideales del futurismo italiano. Durante la visita de Filippo Tommaso Marinetti a Rusia en 1914, quedó muy impresionado con su trabajo. Más tarde, Rózanova expuso cuatro obras en la Primera Exposición Internacional Libre del Futurismo en Roma, que tuvo lugar del 13 de abril al 25 de mayo de 1914. Otros artistas rusos que participaron en la exposición fueron Oleksandr Arjípenko, Nikolái Kulbín y Aleksandra Ekster.
En 1916, se casó con Alekséi Kruchónyj y se unió al grupo de artistas de vanguardia rusos Supremus, dirigido por Kazimir Malévich. Basadas en las influencias del cubismo y del futurismo italiano, sus pinturas se desarrollan a partir de la abstracción pura, en la que la composición está organizada por el peso visual y la relación del color.
En el mismo año Rózanova junto con otros artistas suprematistas (Kazimir Malévich, Aleksandra Ekster, Nina Genke, Liubov Popova, Ksenia Boguslávskaya, Nadezhda Udaltsova, Iván Kliun, Iván Puni y otros) trabajaron en el Centro Folklórico de la Aldea de Vérbovka.
De 1917 a 1918, creó una serie de pinturas no objetivas a las que llamó tsvétopis'. Su Composición no-objetiva, 1918 también conocida como Franja Verde, anticipa el plano a plano de la imagen y el matiz poético del color de algunos Expresionistas Abstractos.
Murió de difteria a la edad de 32 años, en 1918, a raíz de un resfriado que contrajo mientras trabajaba en los preparativos para el primer aniversario de la Revolución de Octubre.
Su trabajo se encuentra en las colecciones del MoMA, el Museo de Arte de Filadelfia, el Museo de Arte Carnegie y los Museos de Arte de Harvard.

## Galería

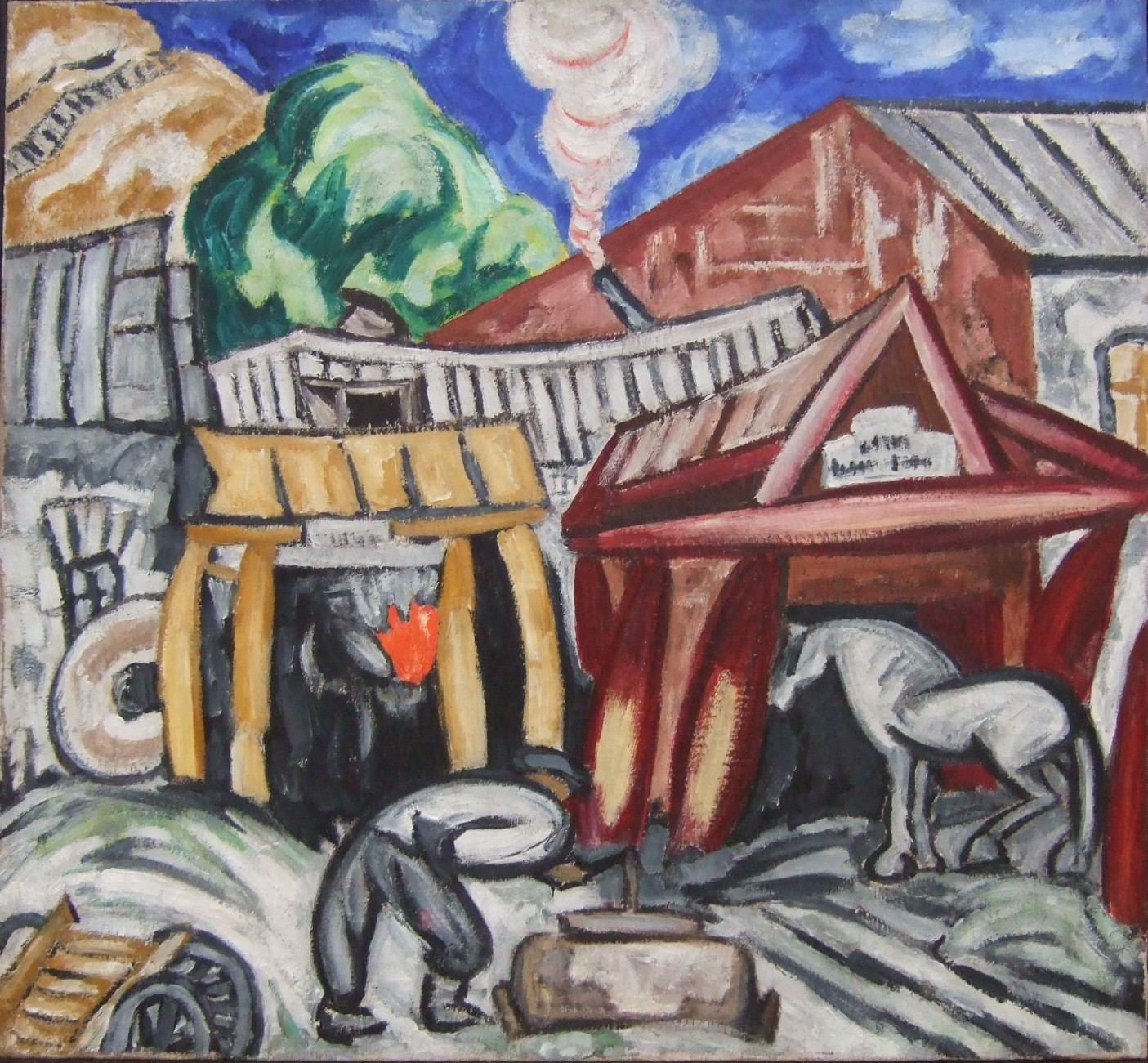
Herrero, 1912, Museo Estatal Ruso
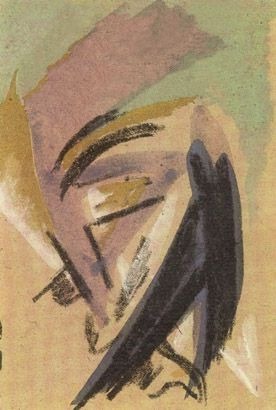
Ilustración del libro Nido de Patos de Alekséi Kruchónyj, 1913
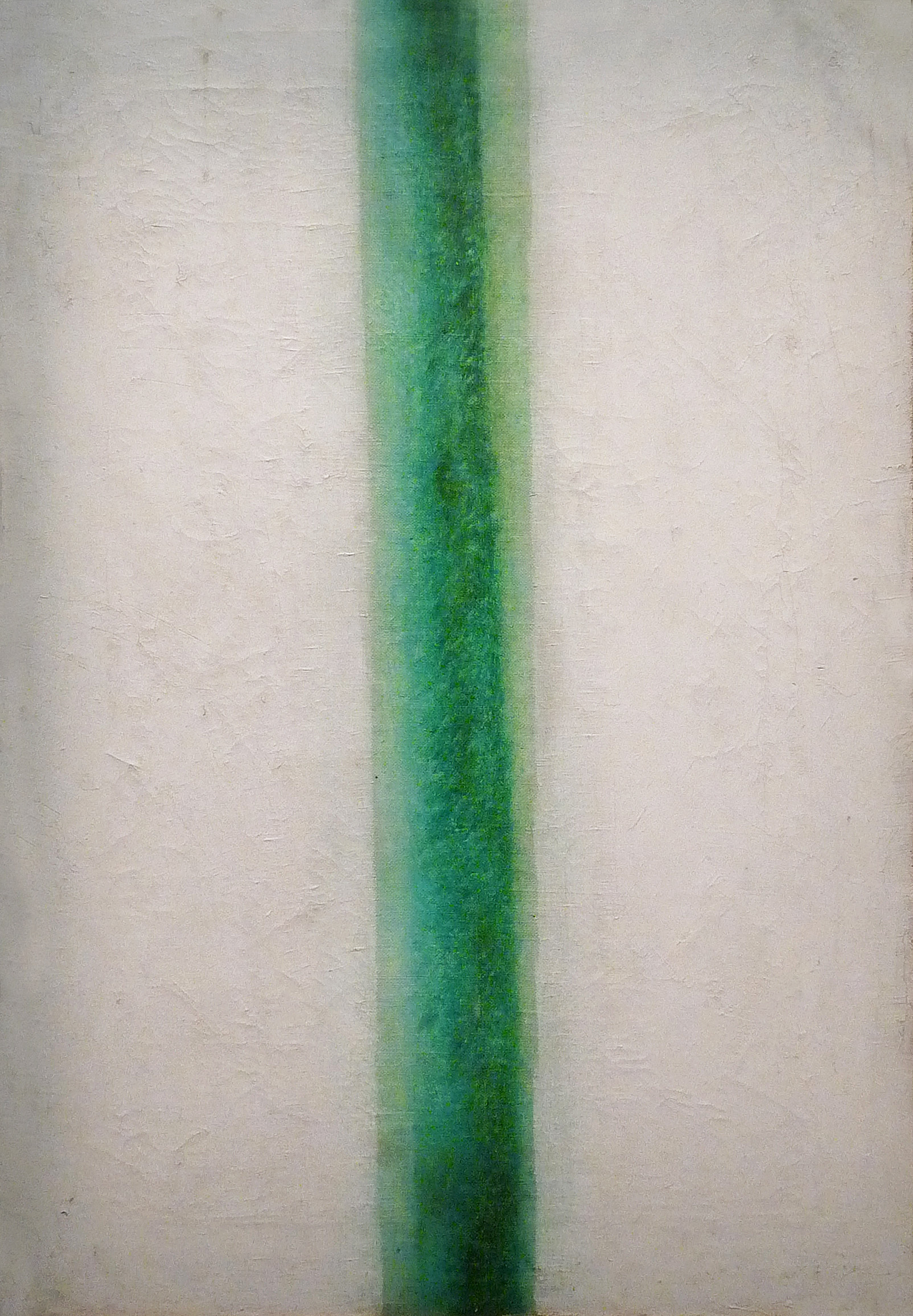
Raya verde, 1917, Museo del kremlin de Rostov